# Saccharose-phosphate phosphatase
La saccharose-phosphate phosphatase est une hydrolase qui catalyse la réaction :
saccharose-6F-phosphate + H2O  {\displaystyle \rightleftharpoons }  saccharose + phosphate.
Cette enzyme participe, avec la saccharose-phosphate synthase, à la biosynthèse du saccharose chez les plantes et les cyanobactéries. Elle est hautement spécifique du saccharose-6-phosphate : le fructose-6-phosphate n'est pas un substrat dans cette réaction.
L'exposant « F » du saccharose-6F-phosphate indique que le groupe phosphate est porté par le résidu de fructose.